# Carac
Pour l’article ayant un titre homophone, voir Karak.
Pour les articles homonymes, voir Caraque (homonymie).
Le carac ou caraque est une spécialité culinaire suisse consistant en une tartelette au chocolat avec un glaçage vert. Le carac est très répandu dans toute la  Romandie, et connu aussi en Suisse alémanique.

## Étymologie
Le mot étant inexistant dans les dictionnaires français, son étymologie est mystérieuse. On pourrait y entrevoir un lien avec caraque, qui désigne, selon le Dictionnaire universel de cuisine pratique de Joseph Favre (1894), un type de "cacao de qualité supérieure, tel que celui que produisent les environs de Caracas". Cette hypothèse est corroborée par le fait que la catégorie "grand caraque" est documentée parmi les chocolatiers suisses (Kohler) depuis les années 1830.

## Historique
Selon certaines sources, la ganache, ingrédient fondamental dans la confection des caracs, aurait des origines autrichiennes. En effet, la Sachertorte, inventée en 1832 par un jeune autrichien, contient de la ganache. Rien ne prouve pourtant que le carac provienne de ce pays.  
Un ancien pâtissier affirme que le carac se produisait en Suisse romande déjà dans les années 1920. Il s'agissait d'un produit de luxe, connu uniquement dans les villes.
Toutefois, ni les livres de recettes, ni les articles concernant les traditions alimentaires en Suisse ne mentionnent les caracs. Cette absence s’explique certainement par le fait que le travail du chocolat n’a jamais fait partie des traditions paysannes, sur lesquelles se fondent la plupart des enquêtes et recensions en matière de culture populaire. Ce n’est que dans les cinquante dernières années que l’on trouve des mentions écrites au sujet du carac, notamment dans des bulletins professionnels destinés aux pâtissiers. 
La fabrication des caracs n’a pas changé au cours des dernières décennies, mais aujourd'hui les ingrédients de base (fond, ganache, fondant) sont souvent déjà préfabriqués.

## Composition
Il est constitué d'un fond de pâte, en général sablée, rempli d'une ganache faite de crème entière et de chocolat. Le tout est recouvert d'un glaçage de couleur verte avec au centre une pastille de chocolat. On en trouve des grands (d'environ 25 cm de diamètre) mais le diamètre standard du carac est d'environ 8 cm.  Le plus grand carac du monde a été réalisé, le 19 octobre 2024, à Lausanne pour une noble cause. Cette immense confiserie rose, fabriquée par la maison Buet, a été dévoilée samedi à Lausanne dans le cadre d’une initiative visant à sensibiliser le public à la lutte contre le cancer du sein. En 2021, Lausanne organisait le premier marathon du carac, du 1er au 30 juin, 400 gourmands ont dégusté les caracs de dix artisans. Au terme d’un mois de dégustation, le premier Caracathon lausannois a rendu son verdict. L’Association Lausanne à table a procédé à la remise des prix, mardi 6 juillet au musée historique de la capitale vaudoise. Noz Chocolatier remporte le Carac d’or, devant la Confiserie Nessi, Carac d’argent, et la Maison Buet, Carac de bronze.